# Drachenbronn-Birlenbach
Drachenbronn-Birlenbach település Franciaországban, Bas-Rhin megyében. Lakosainak száma 586 fő (2022. január 1.). Drachenbronn-Birlenbach Cleebourg, Hunspach, Ingolsheim, Keffenach és Soultz-sous-Forêts községekkel határos.

## Népesség
A település népességének változása:
| Lakosok száma | 877  | 836  | 856  | 762  | 685  | 608  | 602  | 591  | 586  |
|               | 2013 | 2015 | 2016 | 2017 | 2018 | 2019 | 2020 | 2021 | 2022 |